# Dahuk
Dahuk (kurdisk: دهۆك, Duhok; arabisk: دهوك; staves også Duhok eller Dohuk) er en by, beliggende i det nordlige Irak og er hovedbyen i provinsen Dahuk.
Byen har 330.600(2015) indbyggere, som hovedsageligt er kurdere og assyrere.
Ifølge kilder stammer navnet Dahuk fra kurmanji, hvor det betyder "Lille landsby".